# 青森市文化スポーツ振興公社
一般財団法人青森市文化スポーツ振興公社(あおもりしぶんかすぽーつしんこうこうしゃ)は、青森市の文化事業とスポーツ事業の発展を促進する一般財団法人。元青森県所管の財団法人であったが2013年4月1日一般財団法人に移行した。

## 一般財団法人移行後の状況
2013年4月1日からは、株式会社創芸企画とともに、青森市から文化施設の管理者としての指定を受けて、次の施設を管理する。
青森市文化会館、青森市民ホール、青森市民美術展示館、青森市合浦亭。

## 青森県所管の財団法人当時の状況
指定管理者として管理・運営する青森市文化会館内に事務局を置き、他に青森市民ホール、青森市営野球場、専用のカーリング場がある青森市スポーツ会館、スポーツ広場なども管轄する。
トリノオリンピックカーリング女子代表の小野寺歩と林弓枝は2006年3月31日まで嘱託職員として所属していた。
2006年4月、青森市文化スポーツ振興公社の主幹が職員互助会費450万円を2004年4月から2006年2月までの期間にわたって着服していたことが判明した。ただし既に420万円は着服した主幹が返済したと報告された。